# 春秋館
春秋館（チュンチュグァン）は、李氏朝鮮において、実録編纂を主管業務とする行政機関で、知事を長官、同知事を次官とする機関である。

## 構成
- 領事(正一品)
- 監事(正一品)
- 知事(正二品)
- 同知事(従二品)
- 修撰官(正三品)
- 編集官(従三品)
- 編集官(正四品)
- 編集官(従四品)
- 編集官(正五品)
- 記注官(従五品)
- 記注官(正六品)
- 記事官(従六品)
- 記事官(正七品)
- 記事官(従七品)
- 記事官(正八品)
- 記事官(従八品)
- 記事官(正九品)
- 記事官(従九品)